# Gammarus solidus
Gammarus solidus is een vlokreeftensoort uit de familie van de Gammaridae. De wetenschappelijke naam van de soort is voor het eerst geldig gepubliceerd in 1977 door G. Karaman.
G. solidus komt alleen (endemisch) voor in het Meer van Ohrid. Dit meer, tussen Albanië en Noord-Macedonië behoort tot de oudste en diepste meren van  Europa en herbergt dan ook diersoorten die elders niet voorkomen. Het dier kan 15 mm groot worden (mannetjes). Het leeft vooral in de diepere delen van het meer. Het kan hier worden aangetroffen samen met andere endemische gammariden: G.stankokaramani, G. parechiniformis, G. ochridensis en G. lychnidensis.